# Istanbul Challenger 1993
L'Istanbul Challenger 1993 è stato un torneo di tennis facente parte della categoria ATP Challenger Series nell'ambito dell'ATP Challenger Series 1993. Il torneo si è giocato a Istanbul in Turchia dal 2 all'8 agosto 1993 su campi in cemento.

## Vincitori

### Singolare
Alex Antonitsch ha battuto in finale  Olivier Delaître con il punteggio di 6–4, 6–1.

### Doppio
Jean-Philippe Fleurian /  Roger Smith hanno battuto in finale  Miles Maclagan /  Dinu Pescariu con il punteggio di 7–6, 6–3.